# B.L.E.A.G. 15 und 16
Die Lokomotiven 15 und 16 der Badischen Lokal-Eisenbahnen AG (B.L.E.A.G.) kamen auf der erstmals 1898 mit Gleichspannung elektrifizierten ursprünglich meterspurigen Albtalbahn von Karlsruhe Albtalbahnhof bis Bahnhof Ettlingen Stadt zum Einsatz. Die Fahrzeuge versahen ihren Dienst bis 1911, als die Strecke auf Wechselstrom umgestellt wurde. Die Lokomotiven wurden dann zu den  Stadtwerken Pforzheim umgesetzt und bis 1919 weiterbetrieben. Danach wurden sie ausgemustert und verschrottet.

## Geschichte

### Albtalbahn
Nach den guten Erfahrungen mit dem elektrischen Betrieb auf der meterspurigen Albtalbahn mit den Elektrotriebwagen Albtalbahn 51–56 beschaffte die B.L.E.A.G. auch zwei elektrische Lokomotiven von Union Elektricitäts-Gesellschaft und V. D. Zypen & Charlier, um auch die mitunter anfallenden längeren Züge elektrisch zu befördern. Bis zur Beschaffung der E-Loks wurden diese Züge noch mit den Kastendampfloks gefahren.
Die Lokomotiven hatten eine Stromzuführung mit Lyra-Stromabnehmer, was eine unterbrechungsfreie Stromübertragung garantierte. Mit ihnen konnten längere Züge für den damaligen Stadtverkehr in Karlsruhe durchgeführt werden, meist mit der Lokomotive und einem Triebwagen am anderen Zugende. Schon zur Erprobung wurde ein Zug, bestehend aus acht zweiachsigen Wagen, einem Beiwagen und einem Triebwagen am Schluss, mit einer Lokomotive durchgeführt. Im Alltagsbetrieb waren dann Züge, gezogen von der Lok, sechs zweiachsigen Wagen, einem Beiwagen und einem Triebwagen, die Regel.

### Stadtwerke Pforzheim
Mit der Umgestaltung der Albtalbahn auf Wechselstrom 1911 wurden dann die beiden Lokomotiven zu den Stadtwerken Pforzheim umgesetzt und versahen dort den Betrieb bis zum Systemwechselbahnhof Pforzheim-Brötzingen auf der Straßenbahn Pforzheim. Dieser Betrieb dauerte nur bis 1919 auf Grund nicht geklärter Klauseln zwischen der Stadt Pforzheim und der B.L.E.A.G. Die fast 20 Jahre alten Loks wurden danach ausgemustert und verschrottet.

## Technik
Die Lokomotiven besaßen ein Untergestell aus Stahl sowie einen Aufbau aus Holz und entsprachen in ihrer Gestaltung schon der Bauform späterer Industrielokomotiven. Für die Drehgestelle wurde besonders starker Stahl, stellenweise bis 40 mm, verwendet, um eine besonders tiefe Schwerpunktlage der Lok zu garantieren.
Die elektrische Ausrüstung von der UEG bestand aus Gleichstromtechnik, wo über die elektrische Spannung von der Fahrleitung über zwei gegenüberliegenden Nockenfahrschalter für je eine Fahrtrichtung mit der Widerstandssteuerung die elektrischen Fahrmotoren angetrieben wurden, die als Reihenschlussmaschinen ausgeführt waren. Da bei den vorher beschafften Elektrotriebwagen die Rollenstromabnehmer öfters einmal aus den Führungen rutschten, wurden bei den beiden Elektrolokomotiven zwei Lyra-Stromabnehmer verwendet. Die Lokomotiven erhielten außerdem die Einrichtungen für die Hardy-Bremse sowie elektrische und akustische Signaleinrichtungen für den Stadtverkehr.